# Ivan Uhliarik
Ivan Uhliarik (* 3. června 1968, Námestovo, Československo) je slovenský lékař a politik, v letech 2010-2012 ministr zdravotnictví Slovenska.

## Život
V letech 1987–1993 studoval 3. lékařskou fakultu Univerzity Karlovy v Praze. Od roku 1993 působil do roku 2009 v několika farmaceutických společnostech.
Od roku 2006 je členem KDH, roku 2009 byl jmenován do funkce místopředsedy strany pro zdravotnictví a ochranu spotřebitelů.
V letech 2010–2012 působil ve funkci ministra zdravotnictví za Křesťanskodemokratické hnutí (KDH) ve vládě Ivety Radičové.
Žije ve Skalici. Je ženatý a má 5 dětí. Hovoří anglicky a rusky.